# Бар (Доња Рајна)
Бар (фр. Barr) насеље је и општина у источној Француској у региону Алзас, у департману Доња Рајна која припада префектури Селестат Ерштајн.
По подацима из 2011. године у општини је живело 6.971 становника, а густина насељености је износила 338,23 становника/km². Општина се простире на површини од 20,61 km². Налази се на средњој надморској висини од 210 метара (максималној 971 m, а минималној 176 m).

## Демографија
| 1962. | 1968. | 1975. | 1982. | 1990. | 1999. | 2011. |
| ----- | ----- | ----- | ----- | ----- | ----- | ----- |
| 4.233 | 4.268 | 4.157 | 4.511 | 4.839 | 5.892 | 6.971 |

График промене броја становника у току последњих година